# Club Deportivo Patinalón
El Club Deportivo Patinalón es un club deportivo de hockey sobre patines con sede en Langreo, Asturias (España).
Fue fundado en el año 2009 para suplir la baja del anterior CP Langreo.
Su equipo femenino compite en la OK Liga Plata Femenina y el masculino en la OK Liga Bronce